# ديربي عنيزة
ديربي عنيزة، وهي مباراة ديربي كرة قدم تجمع بين فريقي محافظة عنيزة وهما نادي العربي ونادي النجمة، وهو ديربي محلي بدأ منذ الستينات.

## نتائج المواجهات

### في الدوري السعودي
التقى الفريقان في عدة مناسبات منذ إنشاء دوري القصيم 1963–1964، إلا انها لم تسجل في السجلات جميعها.
Dates are in dd/mm/yyyy form.
  فوز النجمة
  تعادل
  فوز العربي
|         |                     | العربي ضد النجمة | العربي ضد النجمة   | العربي ضد النجمة | النجمة ضد العربي | النجمة ضد العربي   | النجمة ضد العربي |
| ------- | ------------------- | ---------------- | ------------------ | ---------------- | ---------------- | ------------------ | ---------------- |
| الموسم  | الدرجة              | التاريخ          | الملعب             | النتيجة          | التاريخ          | الملعب             | النتيجة          |
| 1988–89 | دوري الدرجة الأولى  | 11.11.1988       | ملعب إدارة التعليم | 0 – 2            | 13.01.1989       | ملعب نادي النجمة   | 1 – 3            |
| 1989–90 | دوري الدرجة الأولى  | 06.10.1989       | ملعب إدارة التعليم | 1 – 3            | 07.12.1989       | ملعب نادي النجمة   | 0 – 1            |
| 1990–91 | الدوري الممتاز      | 29.11.1990       | ملعب إدارة التعليم | 1 – 1            | 20.05.1991       | ملعب نادي النجمة   | 2 – 2            |
| 1991–92 | دوري الدرجة الأولى  | 06.12.1991       | ملعب إدارة التعليم | 1 – 4            | 28.02.1992       | ملعب إدارة التعليم | 0 – 0            |
| 1993–94 | دوري الدرجة الأولى  | 25.03.1994       | ملعب إدارة التعليم | 1 – 2            | 24.12.1993       | ملعب إدارة التعليم | 3 – 2            |
| 2009–10 | دوري الدرجة الثانية | 01.06.2010       | ملعب إدارة التعليم | 1 – 2            | 15.04.2010       | ملعب نادي النجمة   | 3 – 0            |
| 2011–12 | دوري الدرجة الثانية | 03.02.2012       | ملعب إدارة التعليم | 2 – 0            | 03.01.2012       | ملعب نادي النجمة   | 4 – 0            |
| 2013–14 | دوري الدرجة الثانية | 08.02.2014       | ملعب نادي البكيرية | 1 – 0            | 29.11.2013       | ملعب نادي النجمة   | 3 – 1            |
| 2017–18 | دوري الدرجة الثالثة | 27.11.2017       | ملعب نادي العربي   | 1 – 0            | 26.12.2017       | ملعب نادي النجمة   | 1 – 1            |

### في كأس ولي العهد
| الموسم  | المسابقة              | الدور                        | التاريخ    | الملعب             | الفريق المستضيف | النتيجة | الفريق الزائر |
| 1990–91 | كأس ولي العهد السعودي | دور ال 16                    | 07.08.1991 | ملعب إدارة التعليم | العربي          | 1 – 2   | النجمة        |
| 2003–04 | كأس ولي العهد السعودي | تصفيات التأهل لكأس ولي العهد | 26.12.2003 | ملعب نادي النجمة   | العربي          | 0 – 1   | النجمة        |
| 2004–05 | كأس ولي العهد السعودي | تصفيات التأهل لكأس ولي العهد | 08.12.2004 | ملعب إدارة التعليم | العربي          | 2 – 1   | النجمة        |
| 2012–13 | كأس ولي العهد السعودي | تصفيات التأهل لكأس ولي العهد | 04.10.2012 | ملعب نادي النجمة   | النجمة          | 2 – 0   | العربي        |

### في كأس الأمير فيصل بن فهد
| الموسم  | المسابقة               | الدور         | التاريخ    | الملعب             | الفريق المستضيف | النتيجة | الفريق الزائر |
| 1990–91 | كأس الأمير فيصل بن فهد | دور المجموعات | 14.09.1990 | ملعب إدارة التعليم | العربي          | 3 – 1   | النجمة        |
| 1990–91 | كأس الأمير فيصل بن فهد | دور المجموعات | 27.09.1990 | ملعب إدارة التعليم | النجمة          | 1 – 0   | العربي        |

### مواجهات قبل اعتماد الدوري
| الموسم  | المسابقة                           | الدور | التاريخ    | الملعب           | الفريق المستضيف | النتيجة | الفريق الزائر |
| 1966–67 | الدوري العام لأندية الدرجة الثانية | غ/م   | 07.08.1967 | ملعب نادي الرائد | النجمة          | غ/م     | العربي        |